# Kanton Saint-Germain-les-Belles
Der Kanton Saint-Germain-les-Belles war bis 2015 ein französischer Wahlkreis im Arrondissement Limoges, im Département Haute-Vienne und in der Region Limousin; sein Hauptort war Saint-Germain-les-Belles. Vertreter im Generalrat des Départements war zuletzt von 1985 bis 2015 Marc Ditlecadet (DVG).
Der acht Gemeinden umfassende Kanton Saint-Germain-les-Belles war 272,58 km² groß und hatte 6615 Einwohner (Stand: 2012).

## Gemeinden
| Gemeinde                 | Einwohner Jahr | Fläche km² | Bevölkerungsdichte | Code INSEE | Postleitzahl |
| ------------------------ | -------------- | ---------- | ------------------ | ---------- | ------------ |
| Château-Chervix          | 794 (2013)     | 51,05      | 16 Einw./km²       | 87039      | 87380        |
| Glanges                  | 516 (2013)     | 22,85      | 23 Einw./km²       | 87072      | 87380        |
| Magnac-Bourg             | 1120 (2013)    | 15,11      | 74 Einw./km²       | 87088      | 87380        |
| Meuzac                   | 722 (2013)     | 43,4       | 17 Einw./km²       | 87095      | 87380        |
| La Porcherie             | 538 (2013)     | 31,34      | 17 Einw./km²       | 87120      | 87380        |
| Saint-Germain-les-Belles | 1187 (2013)    | 37,28      | 32 Einw./km²       | 87146      | 87380        |
| Saint-Vitte-sur-Briance  | 341 (2013)     | 20,66      | 17 Einw./km²       | 87186      | 87380        |
| Vicq-sur-Breuilh         | 1363 (2013)    | 50,89      | 27 Einw./km²       | 87203      | 87260        |